# Encuentro de Presidentes de América del Sur
El Encuentro de Presidentes de América del Sur fue una reunión de mandatarios de América del Sur que se celebró en Santiago (Chile), el 22 de marzo de 2019, como parte del Foro para el Progreso de América del Sur.

## Asistentes
Al evento organizado por el presidente de Chile, Sebastián Piñera, fueron invitados a todos los presidentes de los países sudamericanos a excepción de Venezuela, señalado que no cumple con los requisitos de tener «vigencia clara de la democracia y del estado de derecho» y «respeto pleno a las libertades y a los derechos humanos de sus habitantes».
Los presidentes de Argentina, Mauricio Macri; Brasil, Jair Bolsonaro; Colombia, Iván Duque; Ecuador, Lenín Moreno; Paraguay, Mario Abdo Benítez, y de Perú, Martín Vizcarra, asistieron a la cumbre. Por Guyana participó el embajador de Guyana en Chile, George Talbot. Participaron en calidad de observadores los países de Bolivia, Uruguay y Surinam, contando con la asistencia del vicecanciller uruguayo Ariel Bergamino, la vicecanciller boliviana María del Carmen Almendras y el embajador de Surinam en Cuba, Marciano Edgar Armaketo.

## Desarrollo
Las actividades incluyeron un acto de bienvenida en Plaza de la Constitución por el presidente Piñera, y en el Palacio de La Moneda se sostuvo un «diálogo para la coordinación y colaboración en América del Sur» con los jefes de Estado y la realización del coloquio «Desafíos y oportunidades sectoriales para la integración regional». Posteriormente se ofreció un almuerzo a los invitados.
También se firmó la Declaración de Santiago por los representantes de Argentina, Brasil, Chile, Colombia, Ecuador, Paraguay, Perú y Guyana, que reconocen la creación del Foro para el Progreso de América del Sur (Prosur).